# Günther Rickenstorf
Günther Artur Rickenstorf (* 9. September 1922 in Apolda; † 28. Februar 2002 in Dresden) war ein deutscher Bauingenieur und Hochschullehrer.

## Leben und Werk
Günther Rickenstorf war nach dem Schulbesuch in Erfurt erst einige Zeit als Bauhandwerker und bei der Deutschen Reichsbahn tätig. Ab 1951 studierte er Bauwesen und promovierte 1959 an der Technischen Hochschule Dresden zum Dr.-Ing. Das Thema seiner Dissertation lautete Temperatur- und Spannungsverteilung in brandbeanspruchten Baukörpern.
1960 wurde er an der späteren Technischen Universität Dresden mit der Wahrnehmung einer Dozentur für Hochbaustatik und Baukonstruktion beauftragt. 1965 habilitierte er sich und wurde 1966 Professor für Hochbaustatik und Baukonstruktion. 1969 wechselte er als ordentlicher Professor für Tragsysteme und Tragkonstruktionen an die Sektion Architektur. Im Alter von 60 Jahren schied er aus dem aktiven Universitätsdienst aus.

## Schriften (Auswahl)
- Temperatur- und Spannungsverteilung in brandbeanspruchten Baukörpern. Dresden 1959.
- Beitrag zur rheologischen Berechnung temperaturbeanspruchter Stahlbetonteile im Spannungszustand II. Dresden 1965.
- Rheologische Probleme temperaturbeanspruchter Stahlbetonbauteile. Berlin 1967.
- (mit Eberhard Berndt): Tragwerke für Hochbauten. Leipzig 1972 / 3., überarbeitete Auflage 1989.
- (mit Horst Gerstner): Spannbeton, Berechnung nach Zustand II. Berlin 1977.